# ایکس‌بی‌تی‌کی
XBTK (به انگلیسی: Kaiser-Fleetwings_XBTK) یک هواگرد ملخ‌پیشین تک‌موتوره از نوع بمب افکن شیرجه رو و هواگرد اژدرافکن ساخت شرکت Kaiser-Fleetwings است. هواگرد XBTK نخستین پروازش را در آوریل ۱۹۴۵ میلادی انجام داد. در مجموع، تعداد ۵ فروند از این هواگرد ساخته شده‌است.